# Burgruine Arco
Die Burgruine Arco oder Schloss Arch ist eine Burgruine oberhalb der Gemeinde Arco in der Provinz Trient in Norditalien, im unteren Sarcatal.

## Lage
Die Burgruine Arco liegt auf dem markanten Felsberg (273 m s.l.m.) oberhalb der Gemeinde Arco und des Sarcatales. Sie ist Teil eines nach Norden laufenden Felsrückens und vom nachfolgenden Berg Colodri durch eine tiefere Scharte getrennt. Der Burgberg fällt zum Sarcatal über einhundert Meter senkrecht ab, während der Felsen nach Süden und Westen sanfter ins Tal übergeht. Im Norden und Nordwesten sind die Felshänge wesentlich steiler. Strategisch sicherte die Burg das enge Sarcatal ab, welches neben dem Zugang über den Passo San Giovanni bei Nago-Torbole den zweiten Landzugang zum nördlichen Gardasee darstellt.
Die Burg ist aus dem Ort Arco über mehrere befestigte Wege in zirka zwanzig Minuten zu erreichen. Der Weg führt durch die Olivenhaine unterhalb der Burg. Es gibt auch einen Auf- bzw. Abstieg von Laghel, der in etwa der alten Burgstraße entspricht. Der Höhenunterschied beträgt 120 Meter.

## Geschichte
Der Burgberg von Arco war schon vor dem Mittelalter besiedelt. Als gesichert gilt eine Nutzung des Berges als Burg durch einheimische Adlige um das Jahr 1000. Zu Füßen des Burgberges entwickelte sich westlich und südlich eine kleine Siedlung, der Ursprung der späteren Gemeinde Arco. Im Jahr 1196 erklärte Federico von Arco urkundlich, dass die Burg lehnfreies Gut der Bewohner von Arco sei. Das Adelsgeschlecht der Grafen von Arco machte sich wenig später zum alleinigen Besitzer der Burg. Im Jahr 1253 überließ Riprando von Arco den oberen Teil der Burg (Alte Burg) dem Ghibellinenführer Ezzelino III. da Romano, welcher den Burgteil an Sodigerio da Tito, Podestà von Trient, übergab. Nach Anerkennung der Lehnsherrschaft des Grafen Meinhard II. von Tirol im Jahr 1272 erlangten die Grafen von Arco die Burg zurück. Die Burg wurde während mehrerer mittelalterlicher Fehden belagert, so von den Herren Seiano, Lodron und den Truppen der Republik Venedig. Sie konnte von diesen jedoch nie eingenommen werden, sodass sie als uneinnehmbar galt.
Im Jahr 1349 vertrieb der Bischof von Trient die Grafen und übergab die Burg der Familie Scaligeri. Die veronesische Besatzung wurde jedoch durch einen Volksaufstand vertrieben und Graf Niccolo von Arco wurde wieder Herr über die Burg. Albrecht Dürer malte die Burg 1495 als Aquarell.
Im Jahr 1542 wurde die Burg bei einem Feuer stark in Mitleidenschaft gezogen. Im Juli 1579 ließ Ferdinand II. in seiner Funktion als Erzherzog von Tirol die Burgen Arco und Penede bei Nago durch seine Truppen besetzen. Im Jahr 1614 konnten die Burggrafen von Arco nach Ende der Fehde (Capitolate) nach Arco zurückkehren, nachdem sie die Oberherrschaft des Erzherzogs anerkannten. Von 1665 bis 1675 führte Stefano Voltolino zahlreiche Restaurierungs- und Umbauarbeiten an der Burg durch. Im Jahr 1680 wurden die Grafen von Arco jedoch von Kaiser Leopold I. endgültig entmachtet. Im Spanischen Erbfolgekrieg konnte der französische General Vendôme das untere Sarcatal besetzen und belagerte auch die Burg. Nach heftigem Bombardement kapitulierte die Besatzung schließlich im August 1703. Danach verfiel die Burg schnell, und auch die Burggrafen von Arco verließen den Ort und teilten sich später in einen bayrischen und einen in Mantua ansässigen Zweig.
Im Jahr 1927 kaufte die Letzte der italienischen Linie, Gräfin Giovanna d’Arco, verheiratete Marchesa Guidi di Bagno, das Burggelände und wurde alleinige Besitzerin. Später ging das Burggelände in den Besitz der in Mantua ansässigen Stiftung der Familie Arco über. 1982 erwarb die Gemeinde Arco die Burg. Im Jahr 1986 leitete dann das Denkmalschutzamt der Provinz Trient unter Leitung des Architekten Falvio Pontalti umfangreiche Sicherungs- und Renovierungsarbeiten ein. Die Burgtürme Großer Turm, Rengheraturm und der Turm nach Laghel wurden gesichert und der Mauerring konsolidiert. Ebenso wurden der alte Turnierplatz und die alte Burgstraße freigelegt. Bei Grabungen kamen auch die Überreste von zwei ehemalige Gebäuden sowie zwei Zisternen ans Tageslicht. In einem Gebäude konnten einige Fresken freigelegt und restauriert werden. Sie zeigen Szenen des Spieles mit Damen und Rittern.

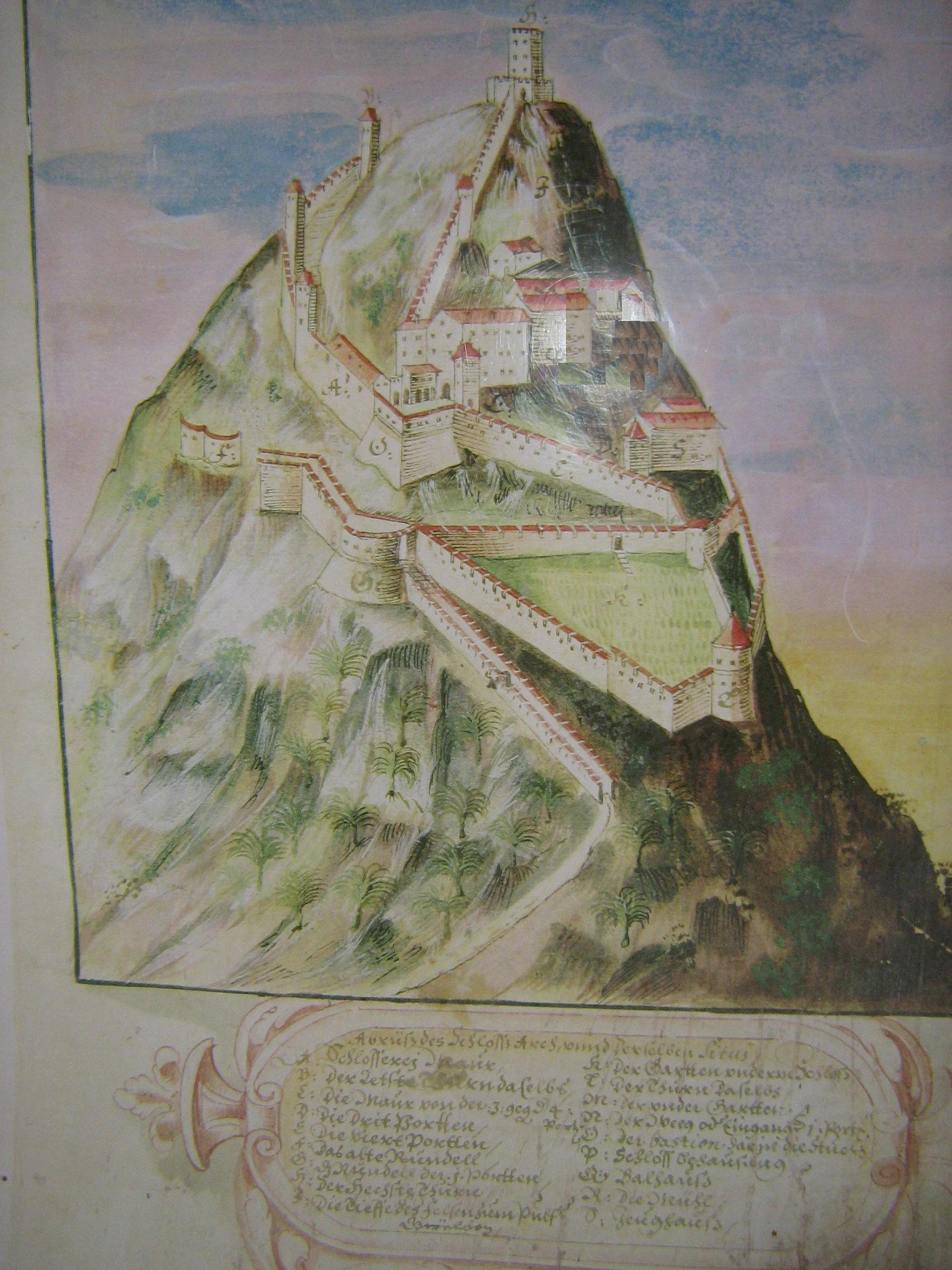
Die Burg Arco im Mittelalter
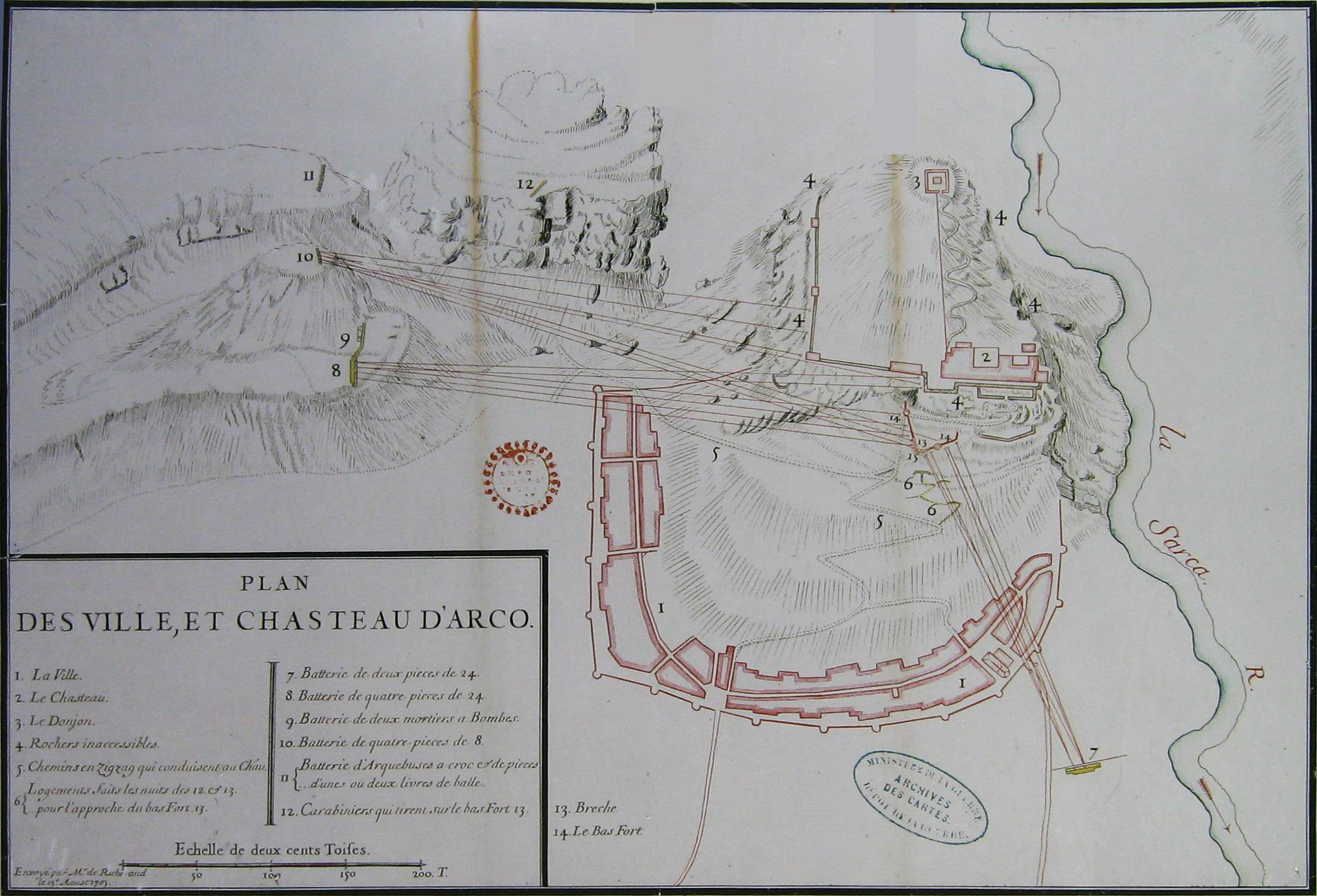
Darstellung der Belagerung von 1703
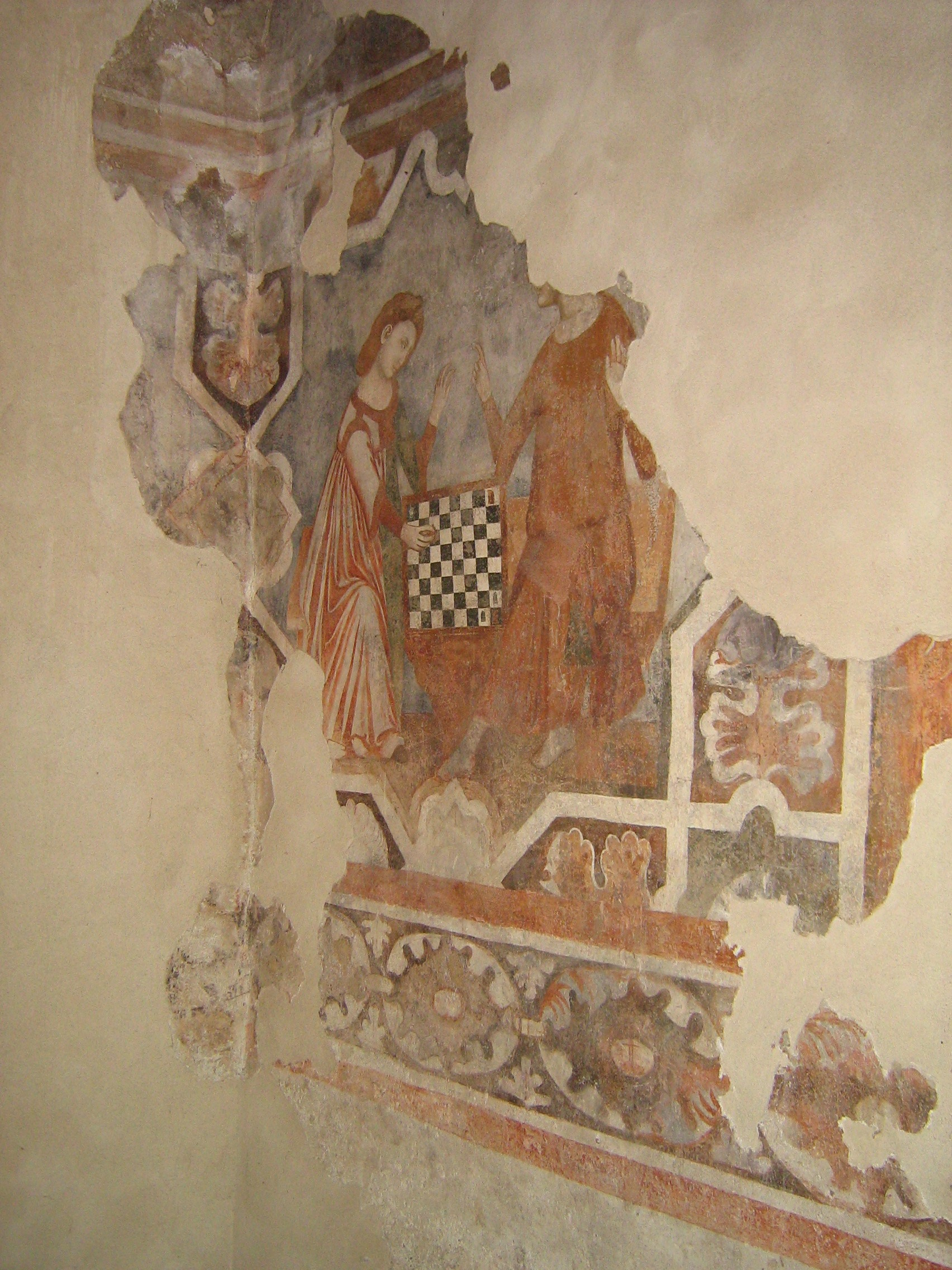
Freskenmalerei

## Bauten
Das Felsengefängnis oder Verlies

Das Felsengefängnis ist eine künstlich vergrößerte Felsenhöhle im unteren Teil der Burg. Dieser wird nach unten durch Verfüllen einer Felsspalte erhalten. Das Gefängnis hat ein kleineres Fenster und wurde früher durch zwei Türen verschlossen. Die letzte Tür zum Verlies war mit einer Klappe versehen, über die der Gefangene versorgt wurde.
Burgmauern

Durch die günstige Lage der Burg über dem Sarcatal mussten nur nach Süden und Westen größere Mauern gebaut werden. diese waren teilweise bis zu zehn Meter hoch und zwei Meter dick. Sie sind zweiwallig nach Süden abfallend angelegt und schützen die Burg so vor Angriffen aus dem Westen und Süden. Die Mauern werden auch Rivellino genannt. Am Westeck befand sich ein größerer Aussichtsturm Guarda di Mezzo.
Zisternen

Um die Burg bei Belagerungen autark mit Wasser zu versorgen, wurden in der Burg zwei große Zisternen angelegt, da der Bau eines Brunnens recht aufwändig gewesen wäre. Die Zisternen wurde im Zuge der Rekonstruktion der Burg wieder freigelegt.
Hauptturm

Der romanische Bau dürfte aus der Zeit 1300 stammen. Deutlich sichtbar sind die noch vorhandenen Zinnen, die den damals typischen Baustil in Norditalien repräsentieren. Ähnliche Burgen bauten die Scaliger weiter südlich am Gardasee. Vom Turm selbst sind nur noch die Außenmauern (mit Ausnahme der Nordmauer) erhalten geblieben. Bei dem dreistöckig angelegten Turm dürfte es sich um einen Wohnturm gehandelt haben.
Rengheraturm

Der Rengheraturm ist der älteste Turm der Burg. Er ist der Funktion nach als Bergfried einzustufen. Er befindet sich am höchsten Punkt des Burgberges. Am Sockel des Baues sind noch die Mauern des Vorgängerbaues zu erkennen. Der Eingang zum Turm befindet sich in zirka sieben Meter Höhe; er war nur über eine Holzleiter zu erreichen. Im Turm befand sich eine Glocke Renga, über die die Burg und der Ort bei Gefahr gewarnt werden konnten.
Wachtturm nach Laghel

Der Turm stellt in Richtung Norden den äußersten Punkt der Burg dar. Es handelt sich um einen viereckigen gemauerten und relativ gut erhaltenen Zweckbau.

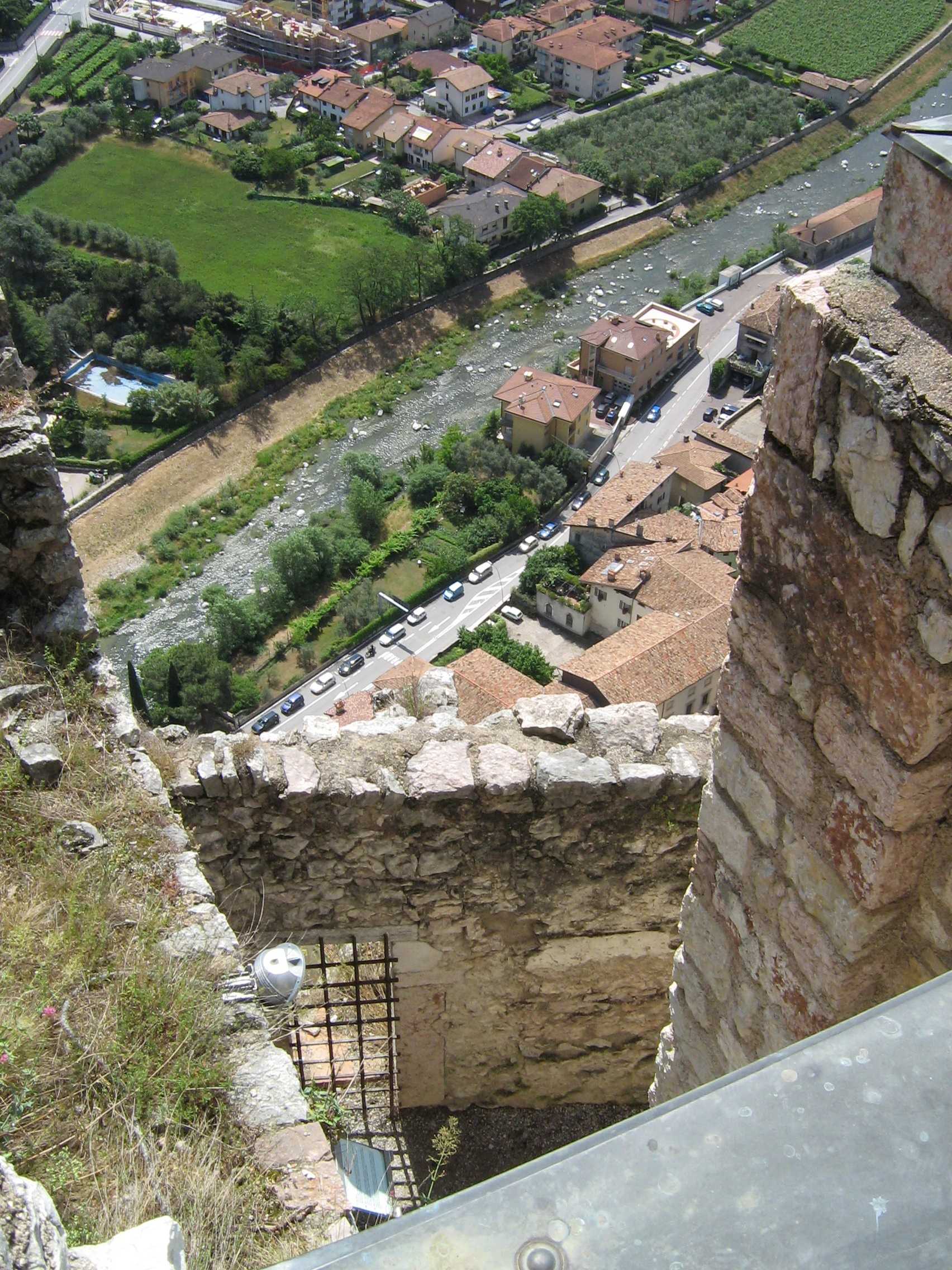
Blick auf die Sarca
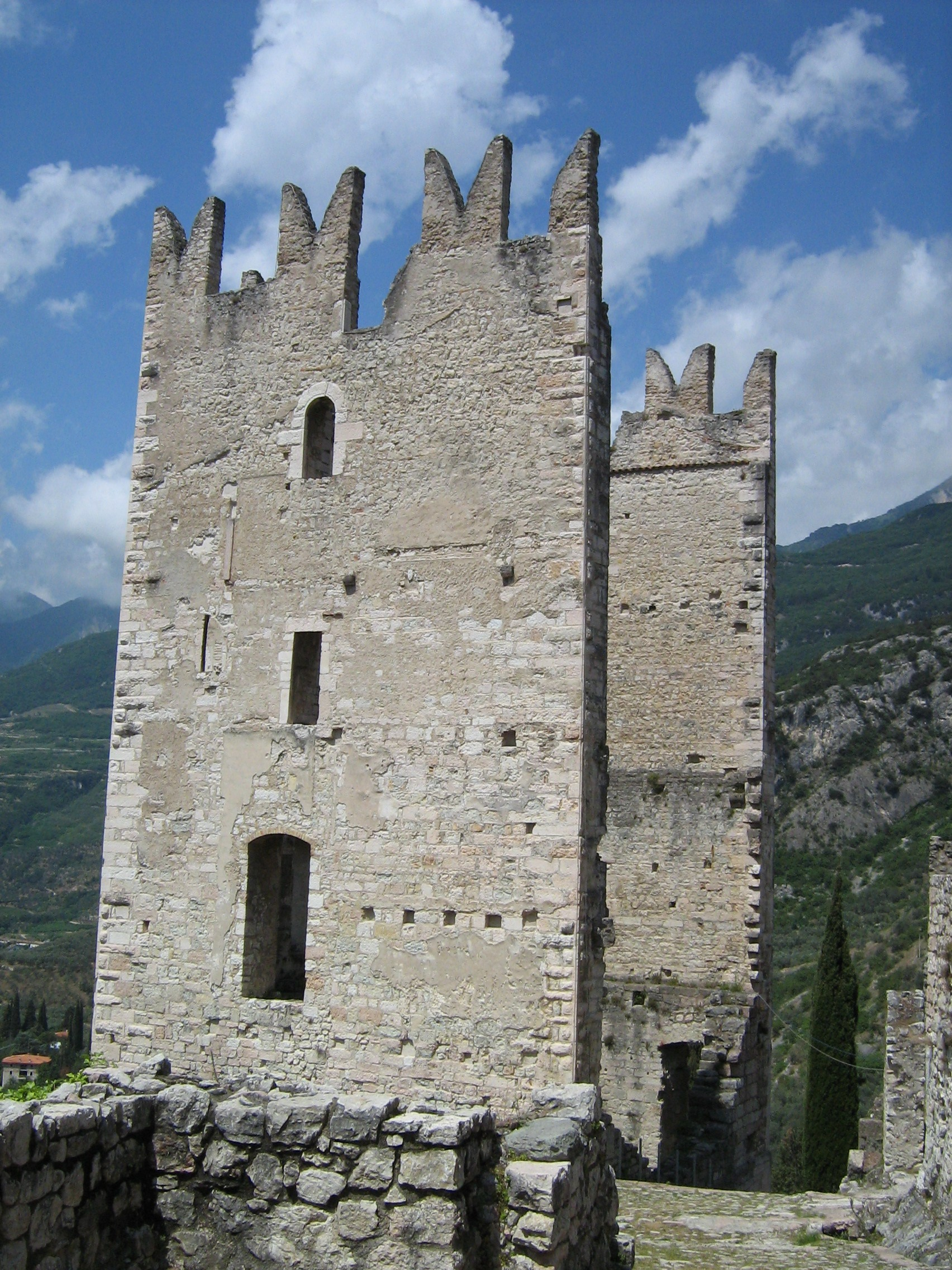
Hauptturm
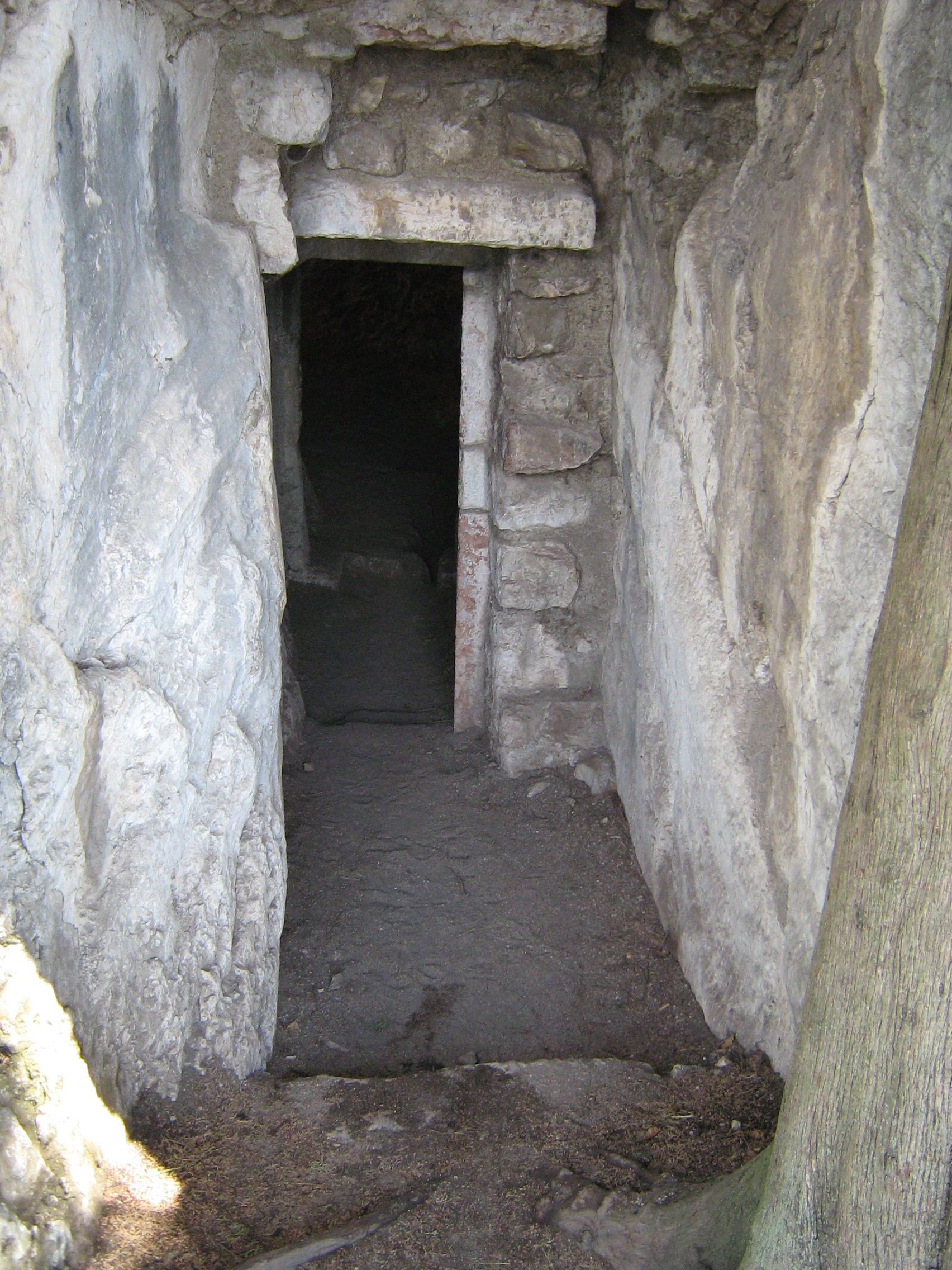
Der Eingang zum Verlies
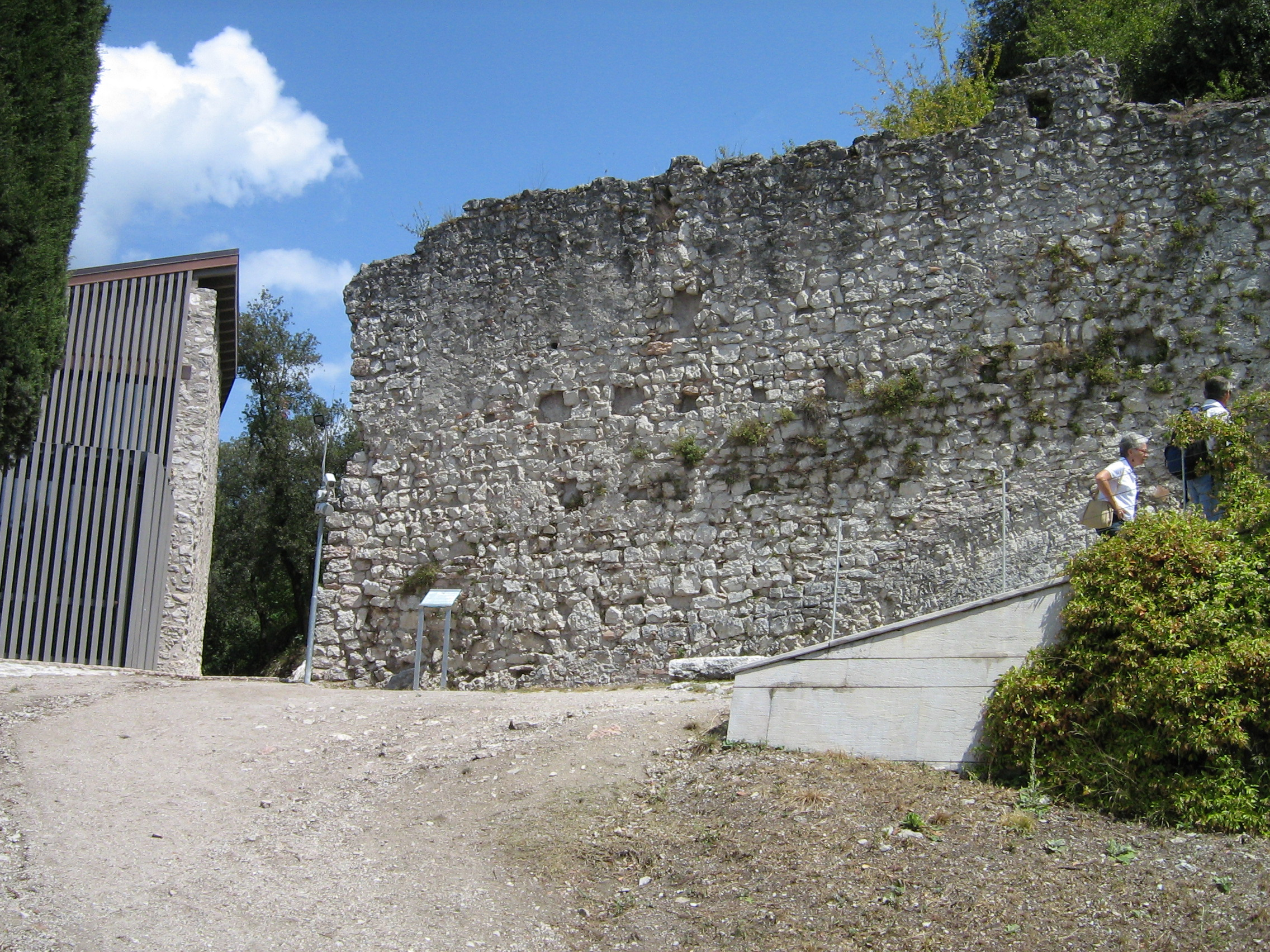
Teil der Burgmauer
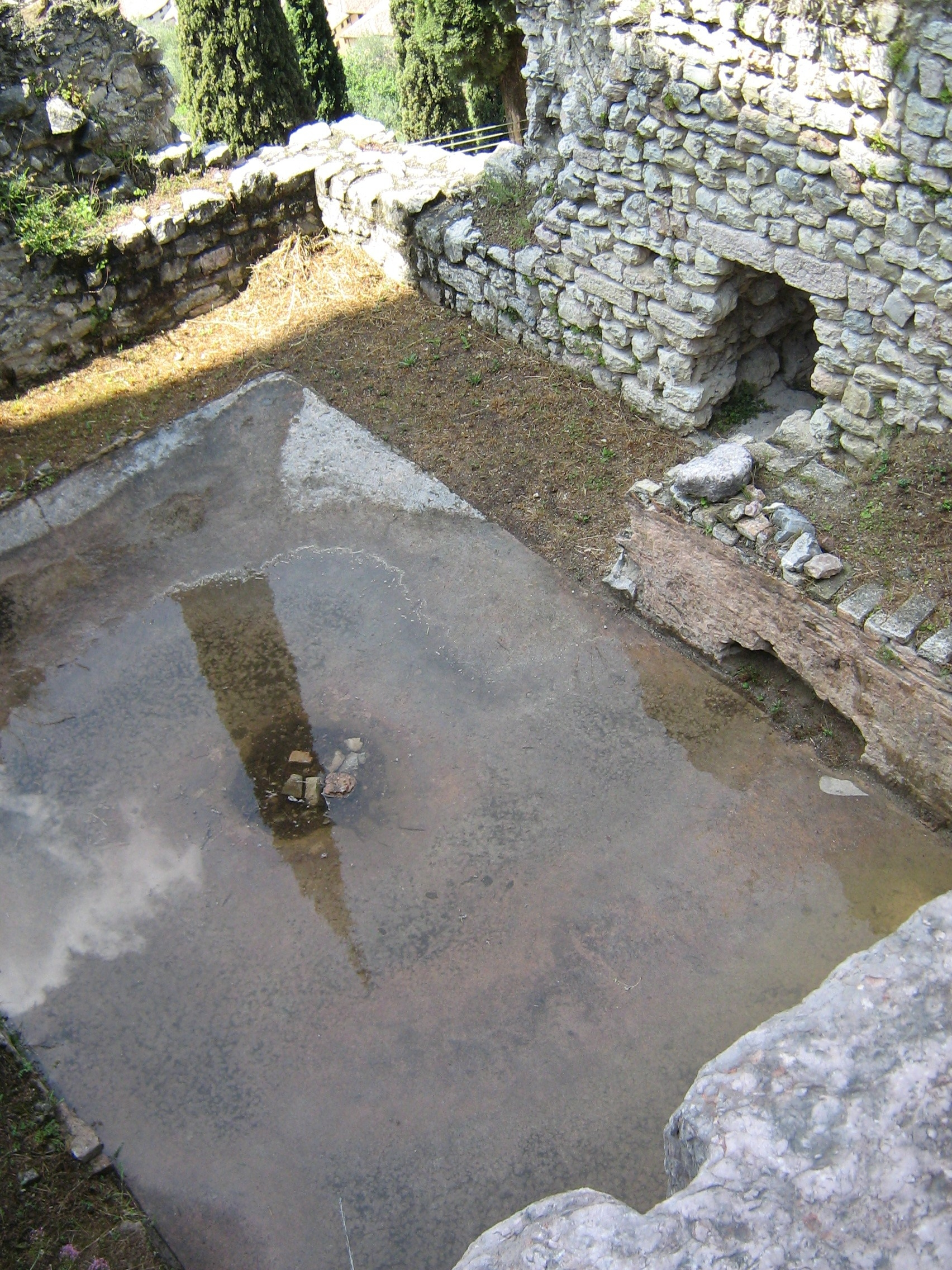
Eine Zisterne
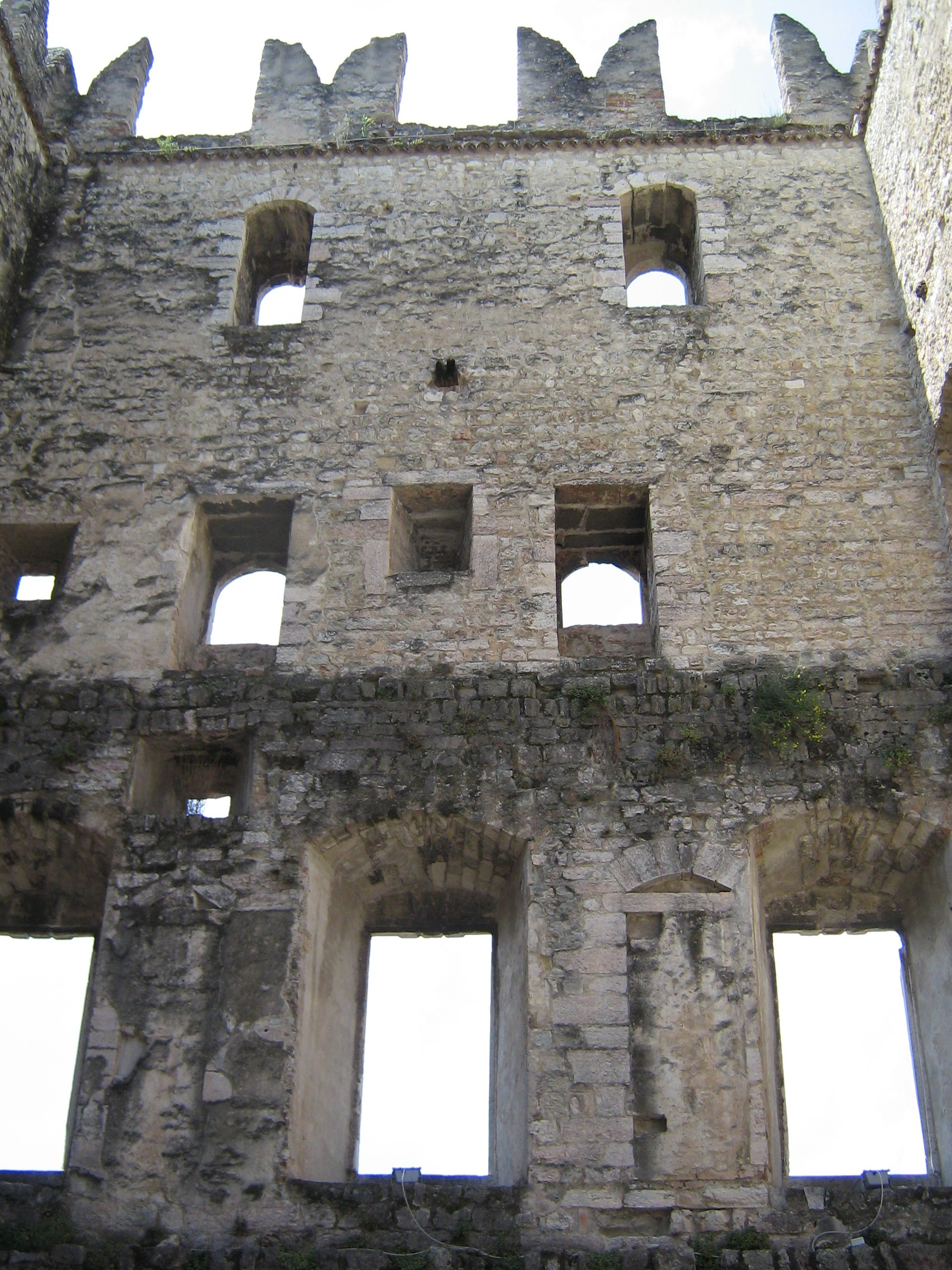
Der Hauptturm
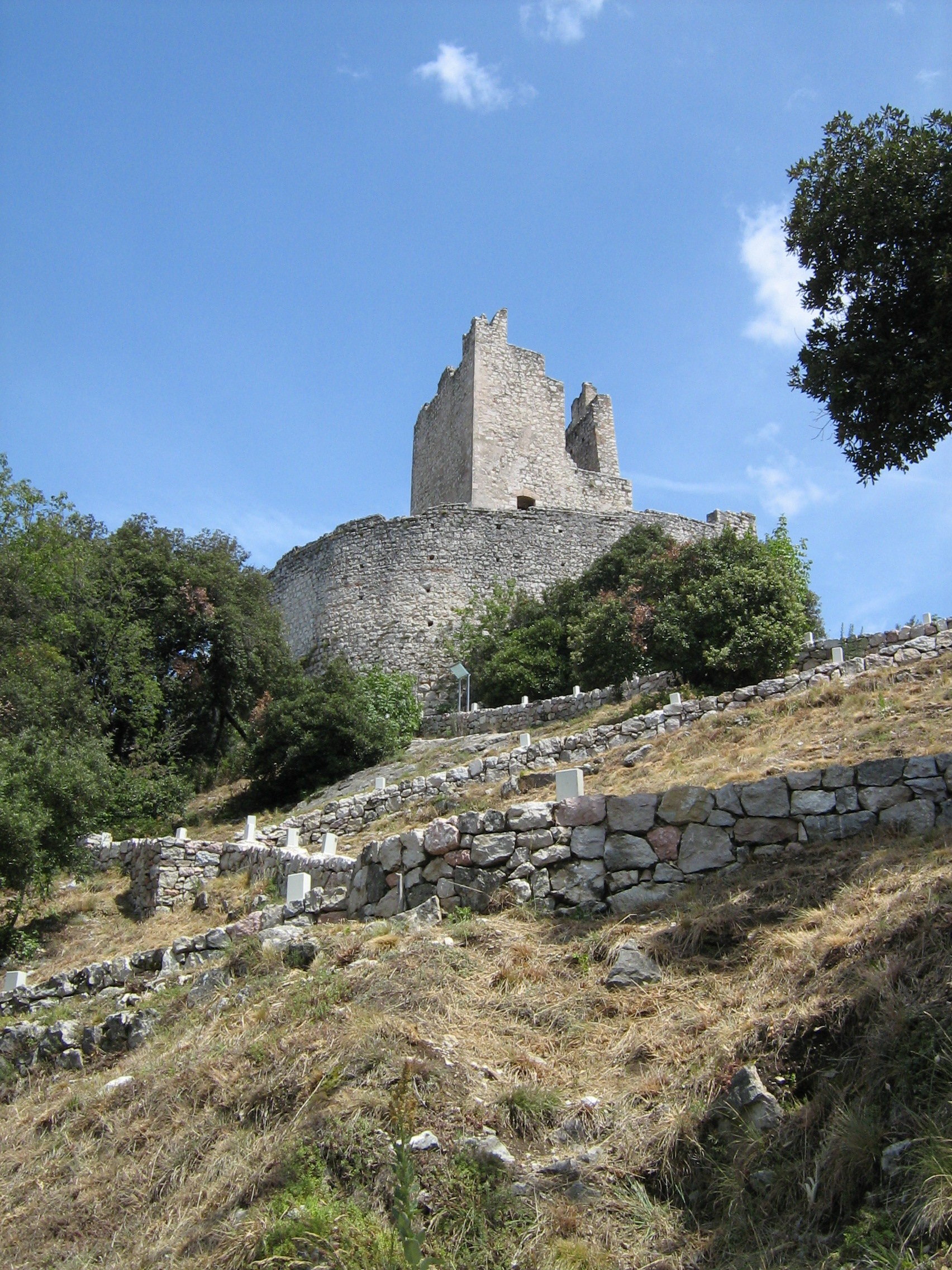
Der Rengheraturm
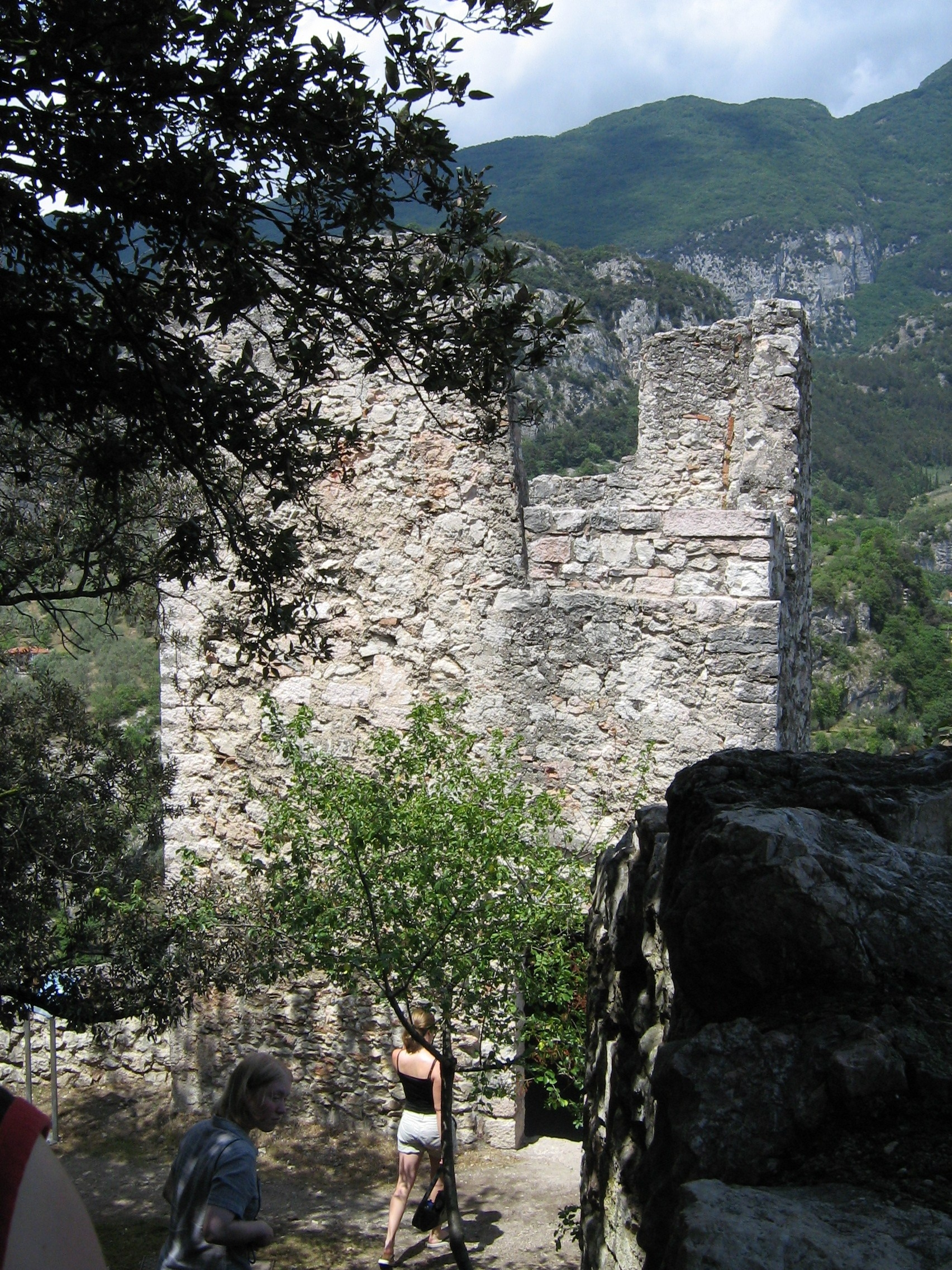
Wachtturm nach Laghel

## Weiteres
- An der Nordwestseite befindet sich ein Steineichenwäldchen.
- In der steilen Ostseite des Burgberges wurden zwei extrem schwere Kletterwege erschlossen. Diese sind aber mittlerweile für das Klettern gesperrt worden.